# Muizen (Gingelom)
Muizen (Limburgs: Meeze) is een dorp in de Belgische provincie Limburg, en een deelgemeente van de gemeente Gingelom. Het was een zelfstandige gemeente tot het bij de fusie van 1971 toegevoegd werd aan de gemeente Borlo die op zijn beurt in 1977 opgenomen werd in de gemeente Gingelom.
Muizen is een klein dunbevolkt Haspengouws landbouwdorp aan de weg van Sint-Truiden naar Borgworm ten oosten van de dorpskern van Gingelom.

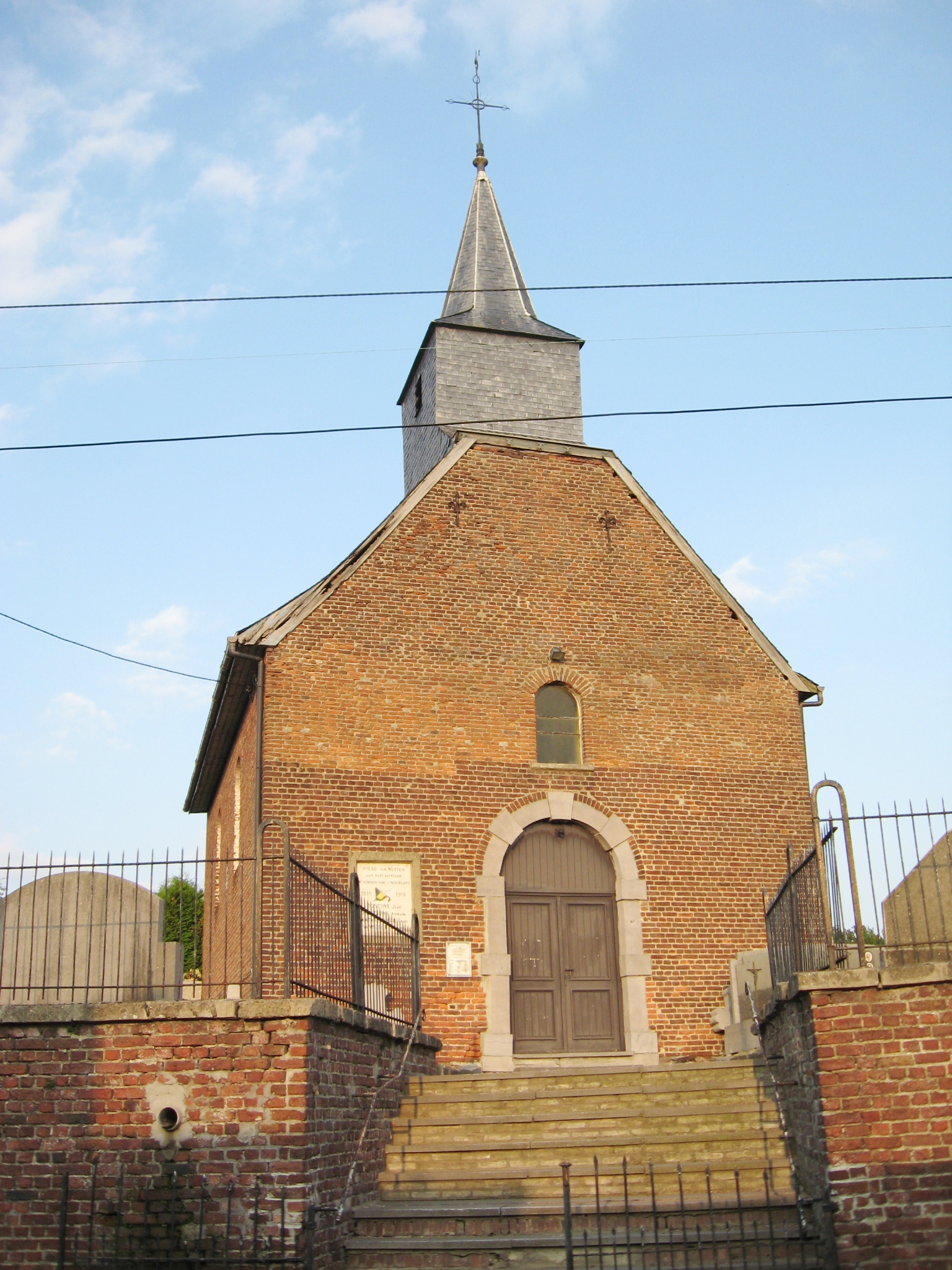
Heilig-Kruiskapel

## Etymologie
Muizen werd voor het eerst vermeld in 929, als Musinere. Het zou moeras kunnen betekenen.

## Geschiedenis
Het bezit van het dorp werd betwist door de Abdij van Sint-Truiden en het Prinsbisdom Luik. De heerlijke rechten waren onder meer in bezit van baron De Malta, en van enkele kanunniken van het Sint-Lambertuskapittel te Luik, en wel: De Bormans de Hasselbroek (1776), De Pollard (1784) en Graaf van Woestenraedt (1792).
Het werd omstreeks 1796 een zelfstandige gemeente, die in 1971 opgenomen werd in Borlo en in 1977 een deelgemeente werd van Gingelom.

## Demografische ontwikkeling
- Bronnen:NIS, Opm:1831 tot en met 1961=volkstellingen

## Bezienswaardigheden
- De Heilig-Kruiskapel met koor uit de 16e en schip uit de 18e eeuw. De kapel ligt op een heuvel en is omringd door een ommuurd kerkhof. Ze fungeerde lange tijd als hulpkerk voor de inwoners van Muizen dat kerkelijk afhangt van de parochie Buvingen.
- De Damshoeve is een voormalige kloosterhoeve uit de 18e eeuw. In het midden van de 20e eeuw werd een deel van de hoeve gebruikt als lagere school.

## Natuur en landschap
Muizen ligt in Droog-Haspengouw, in de vallei van de Cicindria, welke van zuid naar noord stroomt. Op de Muizenberg ligt de Heilig-Kruiskapel. De hoogte bedraagt ongeveer 80 meter.

## Nabijgelegen kernen
Buvingen, Mielen-boven-Aalst, Kerkom-bij-Sint-Truiden, Gingelom
Deelgemeenten: Boekhout · Borlo · Buvingen · Gingelom · Jeuk · Kortijs · Mielen-boven-Aalst · Montenaken · Muizen · Niel-bij-Sint-Truiden · Vorsen

Gehuchten: Hasselbroek · Heiselt · Hundelingen · Jeuk-Station · Klein-Jeuk · Klein-Vorsen

Belgische gemeenten · Arrondissement Hasselt · Limburg · Vlaanderen